# Wladimir Alexandrowitsch Mau

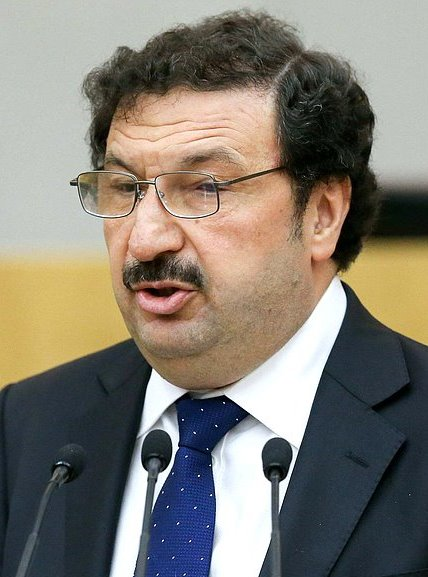
Wladimir Mau (2018)

Wladimir Aleksandrowitsch Mau (russisch Владимир Александрович Мау; * 29. Dezember 1959 in Moskau) ist ein russischer Ökonom und war eng vertraut mit Jegor Timurowitsch Gaidar, Verwaltungsratsmitglied der offenen Aktiengesellschaft Gazprom seit 2011. Ab 2002 war er Rektor der Akademie für Volkswirtschaft bei der Regierung der Russischen Föderation, seit 2010 ist er Rektor der Russischen Akademie für Volkswirtschaft und Öffentlichen Dienst beim Präsidenten der Russischen Föderation, Wirklicher Staatsrat 1. Klasse der Russischen Föderation (2001) und Vorstandsmitglied des Wirtschaftsrates beim Präsidenten der Russischen Föderation.

## Werdegang
Im Jahre 1981 absolvierte er die Plechanow-Wirtschaftsakademie in der Fachrichtung „Wirtschaft, Volkswirtschaftsplanung“. 1986 beendete er die Aspirantur beim Institut für Wirtschaft der Akademie der Wissenschaften der UdSSR.
Seit 1994 ist er Doktor der Wirtschaftswissenschaften. Seit 1996 ist er Professor.
Seit 1999 ist er Doktor der Philosophie (Ph.D.), erlangt an der Universität Pierre Mendès-France (Grenoble, Frankreich) in der Fachrichtung „angewandte Wirtschaft“ (französisch Science economique appliquee).

## Karriere
1981–1991 war er wissenschaftlicher Mitarbeiter beim Institut für Wirtschaft der Akademie der Wissenschaften der UdSSR.
1991–1992 war er Laborleiter am Institut für Wirtschaftspolitik bei der Akademie für Volkswirtschaft. Dem Institut stand Jegor Timurowitsch Gaidar vor.
1992 wurde er zum Berater des stellvertretenden Ministerpräsidenten der Russischen Föderation, Jegor Timurowitsch Gaidar.
1993–1994 war er Berater des ersten Stellvertreters des Ministerpräsidenten der Russischen Föderation, Jegor Timurowitsch Gaidar.
1993–1997 war er Stellvertreter des Direktors des Instituts für Wirtschaft im Wandel, Jegor Timurowitsch Gaidar. Vom 8. September 1997 bis zum 16. Mai 2002 war er Leiter des Arbeitszentrums für Wirtschaftsreformen bei der Regierung der Russischen Föderation. 2001 wurde Mau zum Wirklicher Staatsrat 1. Klasse der Russischen Föderation befördert.
Am 14. Mai 2002 wurde er im Rahmen der Konferenz der Akademie zu deren Rektor für 5 Jahre gewählt und mit der Verordnung der Regierung der Russischen Föderation als Rektor der Akademie für Volkswirtschaft bei der Regierung der Russischen Föderation angestellt. Am 9. Juni 2007 wurde er wiederholt zum Rektor gewählt und für 5 Jahre bestellt.
Nach der Verschmelzung der Akademie für Volkswirtschaft bei der Regierung der Russischen Föderation mit der Russischen Akademie für Öffentlichen Dienst beim Präsidenten der Russischen Föderation sowie mit zwölf sonstigen föderalen staatlichen Bildungseinrichtungen wurde er als Rektor der Russischen Akademie für Volkswirtschaft und Öffentlichen Dienst beim Präsidenten der Russischen Föderation angestellt.
Seit 2011 ist er Mitglied des wissenschaftlichen Beirates „Der Rat für internationale Angelegenheiten Russlands“.
Am 30. Juni 2022 wurde der allseits geachtete Mau unter dem Vorwand der „Veruntreuung von Universitätsgeldern“ fest genommen. Auf Foreign Affairs kommentierte Andrej Kolesnikow, dass das Regime nach dem Russischen Überfall auf die Ukraine Sündenböcke brauche, mit welchen es medienwirksam die wirtschaftliche Situation weg erklären könne.

## Rangklasse
Ordentlicher Staatsrat der Russischen Föderation I. Klasse (20. Juni 2001)

## Lehrtätigkeit
- 1988–1992 war er Dozent für Wirtschaftsgeschichte an der Lomonossow-Universität Moskau.
- 1993–1999 war er Professor an der Wirtschaftshochschule Moskau.
- Dozent des Moskauer Zentrums von Leland Stanford Junior University

Chefredakteur der Zeitschrift „Ekonomitscheskaja Politika“ (Wirtschaftspolitik) (seit 2006). Vorsitzender des Redaktionsbeirats der Zeitschrift „Logos“. Mitglied der Redaktionsleitung der Zeitschriften „Woprosy ekonomiki“ (Probleme der Wirtschaft), „Westnik Ewropy“ (Anzeiger Europas), „Journal of Economic Transition“ (die USA), „Finansy i bisnes“ (Finanzen und Business).
Forschungsinteressen: Geschichte des russischen ökonomischen Denkens und wirtschaftlicher Reformen, Geschichte und Theorie der Wirtschaftspolitik, Vergleichsanalyse der Wirtschaftspolitik, politische Ökonomie, konstitutionelle Ökonomie.
Chef des Sommercampus der Präsidenten-Akademie (Tatarstan)

## Mitgliedschaft in Beiräten (auch wissenschaftlichen) und Ausschüssen
- Vorstandsmitglied des Wirtschaftsrates beim Präsidenten der Russischen Föderation
- Mitglied des Ausschusses für öffentlichen Dienst und Nachwuchskader beim Präsidenten der Russischen Föderation
- Seit 11. Januar 2010  ist er Mitglied der Regierungskommission für Wirtschaftsentwicklung und Integration, Vorsitzender des Sachverständigenrates
- Seit 20. Oktober 2005  ist er Mitglied des Rates für Wissenschaft, Technik und Bildung beim Präsidenten der Russischen Föderation. Neubestellt zum Mitglied des Rates am 26. Dezember 2006 und am 16. September 2008. Seit 26. Dezember 2006 ist er Vorstandsmitglied des Rates [15] (neubestellt zum Vorstandsmitglied am 16. September 2008)
- Seit 31. Juli 2003  ist er Mitglied der Regierungskommission für Durchführung der Verwaltungsreform. Am 21. Mai 2004  und am 25. August 2008  wurde er neu zum Mitglied der Regierungskommission bestellt.
- Seit 4. Dezember 2007 ist er Mitglied der Regierungskommission für die Bewertung der Tätigkeit von föderalen und regionalen Exekutivbehörden. Am 12. Juni 2008 wurde er zum Mitglied der Regierungskommission neu bestellt.
- Mitglied Regierungskommission für Koordinierung der Tätigkeit von Open Government.
- Vorsitzender des Öffentlichen Räte beim Ministerium für wirtschaftliche Entwicklung der Russischen Föderation, bei der Bundesagentur für Arbeit Russlands und beim Bundessteueramt Russlands.
- Mitglied des wissenschaftlichen Beirates für Probleme der Wirtschaftsgeschichte Russlands und der Weltwirtschaftsgeschichte bei der Russischen Akademie der Wissenschaften.
- Mitglied des wissenschaftlichen Beirates „Probleme der komplexen Entwicklung von Industrieunternehmen“ beim Institut für Sozialwissenschaften der Russischen Akademie der Wissenschaften.
- Mitglied  der Obersten Attestierungskommission beim Ministerium für Bildung und Forschung Russlands[7].
- Mitleiter des Sachverständigenrates für die Erneuerung „Strategii (Strategien) 2020“ (gemeinsam mit J.I. Kusminow)
- Seit 25. August 2008 – Mitglied des Ausschusses für Bildung und Ausbildung der Verwaltungskaderreserve beim Präsidenten der Russischen Föderation (aufgehoben).
- С 29. Oktober 2010 – Mitglied des Ausschusses für Neustrukturierung und Entwicklung des öffentlichen Dienstes beim Präsidenten der Russischen Föderation (aufgehoben).

## Auszeichnungen

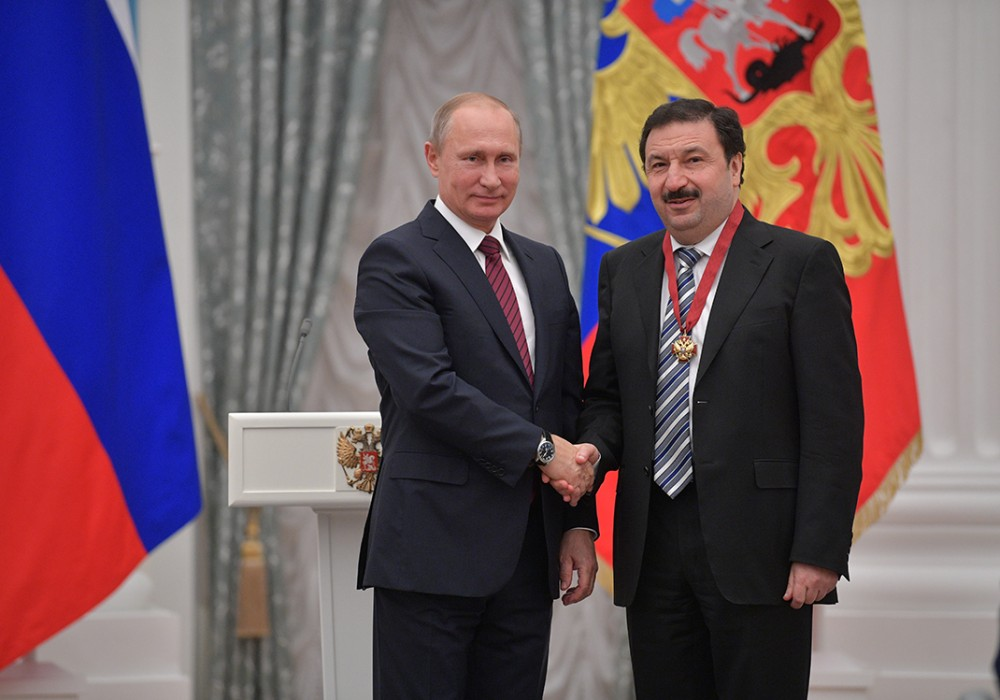
Die Auszeichnung mit dem Verdienstorden für das Vaterland III. Klasse, 15. November 2017

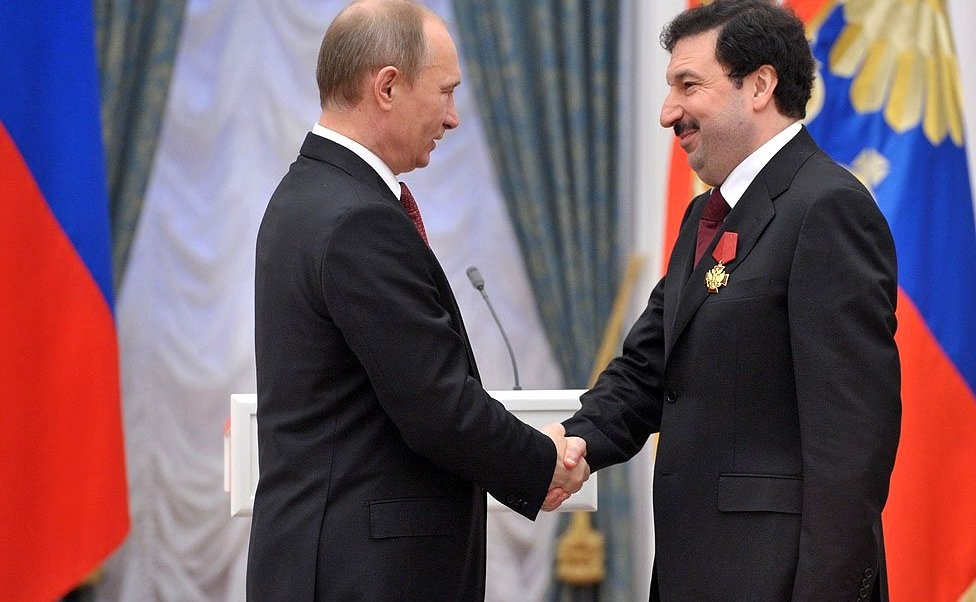
Die Auszeichnung mit dem Verdienstorden für das Vaterland IV. Klasse, 26. Dezember 2012

- Verdienstorden für das Vaterland  III. Klasse (15. November 2017)
- Verdienstorden für das Vaterland  IV. Klasse (28. Juli 2012) – für Verdienste in der Entwicklung der staatlichen sozioökonomischen Politik und die langjährige fruchtbare wissenschaftliche Tätigkeit
- Orden der Ehre (8. März 2009) – für Arbeitsleistungen und die langjährige fruchtbare Arbeit
- Medaille „Im Gedenken an den 850. Jahrestag von Moskau“ (1997)
- Verdienter Wirtschaftler der Russischen Föderation (7. Juni 2000) – für Leistungen auf dem Gebiet der Wirtschaft und Finanzen

## Akademischer Grad Honoris causa
Professors honoris causa der Russisch-Armenischen (slawischen) Universität – für einen wesentlichen Beitrag zur Entwicklung der Theorie und Praxis von Wirtschaftsreformen, für die langjährige fruchtbare wissenschaftliche und pädagogische Tätigkeit und hohe Professionalität in allen Tätigkeitsbereichen.

## Werke
Autor von über 20 Büchern und etwa 600 Artikeln, welche in wissenschaftlichen Zeitschriften Russlands, Englands, Frankreichs, Deutschlands und Italiens veröffentlicht wurden. Einige davon:
- Die Entwicklung der Planmäßigkeitstheorie der sozialistischen Wirtschaft (Ende 30er – Anfang 60er): Autoreferat der Dissertation zur Erlangung des Kandidatengrades. Moskau, 1986.
- Auf der Suche nach Planmäßigkeit: Aus der Geschichte der sowjetischen ökonomischen Denkens Ende 30er – Anfang 60er Moskau, 1990.
- Gesetzmäßigkeiten der Revolution, Erfahrungen der Perestroika und unsere Perspektiven. Moskau, 1991 (in kollektiver Urheberschaft).
- Perestroika als Revolution: Erfahrungen aus der Vergangenheit und Prognoseversuch // Kommunist. 1992. Nr. 11 (in kollektiver Urheberschaft).
- Reformen und Dogmen. Moskau, 1993
- Wirtschaft und Macht: Zwischenergebnisse. Moskau, 1994.
- Wirtschaft und Macht. Politische Geschichte der Wirtschaftsreform in Russland, 1985–1994, Moskau, 1995.
- The Political History of Economic Reform in Russia, 1985–1994. London: Centre for Research into Communist Economies, 1996.
- Makroökonomische Stabilisierung, Trends und Alternativen der Wirtschaftspolitik Russlands. Moskau, 1996.
- Wirtschaft und Recht. Konstitutionelle Probleme der Wirtschaftsreform in Russland. Moskau, 1998.
- Wirtschaftsreform: unter Berücksichtigung der Verfassung und der Politik. Moskau, 1999.
- Russian Economic Reforms as Seen by an Insider: Success or Failure? London: RIIA, 2000.
- Intellektuelle, Geschichte und Revolution // Nowy Mir, Nr. 5, 2000.
- Grosse Revolutionen. Von Cromwell bis Putin. Moskau: Vagrius, 2001. (in kollektiver Urheberschaft mit Starodubrowskaja I. W.).
- The Challenge of Revolution. Oxford University Press, 2001. (in kollektiver Urheberschaft mit Starodubrowskaja I. W)[8][9].
- Konstitutionelle Ökonomie für Hochschulen. Lehrmaterialien. Moskau, 2002, 2003, 2010. (in kollektiver Urheberschaft).
- Konstitutionelle Ökonomie für Schulen. Moskau, 2003, 2006. (in kollektiver Urheberschaft).
- Marxismus: Zwischen der wissenschaftlichen Theorie und «der säkularen Religion»: (Liberale Rechtfertigung) // Probleme der Wirtschaft, Nr. 5–6, 2004 (in kollektiver Urheberschaft mit J. T. Gaidar).
- Konstitutionelle Ökonomie. Lehrbuch für Rechts- und Wirtschaftshochschulen. Moskau, 2006 (in kollektiver Urheberschaft).
- Region Kaliningrad: vom „unsinkbaren Flugzeugträger“ zur „unsinkbaren Fertigungshalle“. Moskau, 2002. (in kollektiver Urheberschaft).
- From Crisis to Growth.(London, CRCE, 2005).
- Reformen und Dogmen. Der Staat und die Wirtschaft im Zeitalter von Reformen und Revolutionen (1861–1929). Moskau, 2013.
- The Oxford Handbook of the Russian Economy, 2013. Written by a unique, distinguished team of Russian and western authors. Chapter 2 „Modernization and the Russian Economy: Three Hundred Years of Catching Up“ Vladimir Mau and Tatiana Drobyshevskaya[10].
- Krisen und Lehren. Die Wirtschaft Russlands im Zeitalter der Turbulenz. Moskau: Verlag des Gaidar-Instituts, 2016.
- Russia’s Economy in an Epoch of Turbulence: Crises and Lessons. Abingdon, Oxon; New York, NY: Routledge, 2018.

## Profil von elektronischen wissenschaftlichen Ressourcen
- SSRN
- REPEC

## Annotationen
Im Buch „Reformen und Dogmen. Der Staat und die Wirtschaft im Zeitalter von Reformen und Revolutionen (1860–1920)“ wird die Geschichte der Wirtschaft und der Wirtschaftspolitik Russlands und der UdSSR im ersten Drittel des zwanzigsten Jahrhunderts beschrieben. Angezeigt wird die Integrität dieser Zeitperiode, sowie die Kontinuität wirtschaftlicher Entscheidungen der aufeinander folgenden Regierungen Russlands (Zarenregierung, provisorische Regierung, bolschewistische Regierung). Es wird die Suche verschiedener Regierungen nach staatlichen Maßnahmen, welche dem Land die sozioökonomische Krise überwinden und das Wirtschaftswachstum beschleunigen helfen könnten, analysiert.
Das Buch „Auf der Suche nach Planmäßigkeit: wirtschaftliche Debatten 1930-1960-er Jahren“ ist einer der dramatischsten Zeitperioden in der Geschichte des sowjetischen wirtschaftlichen Denkens gewidmet. Hier wird eine tiefe Krise in der Wissenschaft während Entstehens des Verwaltungssystems und während der Repressalien gegen prominente Ökonomen sowie die ersten Versuche, diese Krise zu überwinden, welche als theoretische Vorbereitung der Wirtschaftsreform 1965 in der UdSSR erschienen, beschrieben. Der Autor analysiert die Theorie der Planwirtschaft und erschließt damit die innere Logik der Wissenschaftsentwicklung, ihre charakteristischen Widersprüche und qualitative Sprünge, sowie den Zusammenhang zwischen den politökonomischen Ansichten und Konzepte des ökonomischen Mechanismus.
Das Buch „Wirtschaft und Macht. Politische Geschichte der Wirtschaftsreform in Russland (1985–1994)“ untersucht den Zusammenhang und den Einfluss der wirtschaftlichen und politischen Probleme, welche während der Perestroika und nach dem Zusammenbruch des Sowjetsystems entstanden sind, erschließt die Gründe, aus welchen die Führungsspitze der UdSSR und Russlands bestimmte Entscheidungen traf, sowie die Illusionen und Täuschungen der Behörden. Das Buch wurde vom Verlag „Delo“ im Jahre 1994 veröffentlicht. 1996 wurde es in Großbritannien unter dem Titel „The Political History of Economic Reform in Russia, 1985–1994“ veröffentlicht. (L.:Centre for Research into Communist Economies).
Das Werk „Wirtschaftsreform: unter Berücksichtigung der Verfassung und der Politik“ ist eine der ersten Studien über das Problem der konstitutionellen Ökonomie im Hinblick auf modernes Russland. Im Buch werden konstitutionelle (und tiefer rechtliche) Probleme von Wirtschaftsreformen Russlands aufgrund der Erfahrung von entwickelten Ländern und Entwicklungsländern betrachtet. Die wirtschaftlichen Probleme werden unter Berücksichtigung der außerökonomischen Faktoren: politischen und verfassungsrechtlichen betrachtet. Das Buch wurde zum ersten Mal vom Verlag «Ad Marginem» im Jahr 1999 veröffentlicht.
Das Buch „Grosse Revolutionen. Von Cromwell bis Putin“ (Moskau: Vagrius, 2001, 2. Ausgabe – 2004) wurde auch vom Verlag der University of Oxford unter dem Titel „The Challenge of Revolution: Contemporary Russia in Historical Perspective“ (Oxford: Oxford University Press, 2001) veröffentlicht. Im Buch werden die Ereignisse der Jahre 1985–2000 in Russland im Kontext großer Revolutionen der Vergangenheit (Englischer Bürgerkrieg, Französische Revolution, Russische und Mexikanische Revolution) Anfang des XX. Jahrhunderts betrachtet. Die Autoren zeigen, dass die postkommunistische Transformation in Russland leichter auf der Grundlage der historischen Analyse zu verstehen ist. Es wird im Buch bewiesen, dass Russland Ende des XX. Jahrhunderts eine totale Revolution erlebte, die nach ihren Besonderheiten großen Revolutionen der Vergangenheit ähnlich ist. Diese Konzeption erklärt nicht nur die Ursachen und Folgen von vielen wichtigen Ereignissen im Land nach 1985, sondern auch lässt uns die Logik der weiteren Entwicklungen im modernen Russland verstehen.
Das Werk „Krisen und Lehren. Die Wirtschaft Russlands im Zeitalter der Turbulenz“ (Moskau: Verlag des Gaidar-Instituts, 2016) ist der Analyse von Krisen in der modernen russischen Geschichte gewidmet. Die Analyse erfolgte im Zusammenhang mit den Erfahrungen von großen Krisen des letzten Jahrhunderts. Das Buch konzentriert sich auf die Probleme der aktuellen globalen Krise sowie auf die Besonderheiten deren Entwicklung in russischen Realien. Das Buch ist für Wirtschaftler, Historiker und all jene geschrieben, wer sich für die Realien der Wirtschaftspolitik und die Fragen der Wirtschaftsgeschichte interessiert.